# Gorsedh Kernow

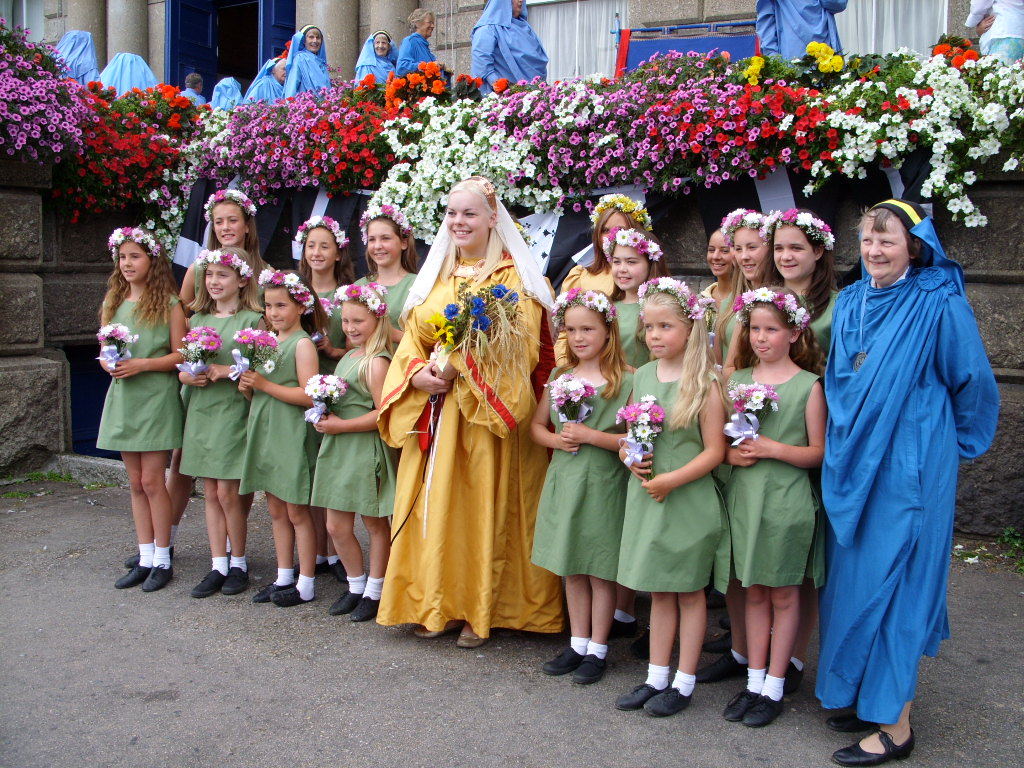
Lady of Cornwall 2007, Rebecca Gibson, och blomsterflickor vid Gorsedh Kernow i Penzance

Gorsedh Kernow är en kornisk gorsedd och en politiskt och religiöst obunden organisation som finns till för att främja litteratur, konst, musik, det korniska språket och för att upprätthålla band med andra keltiska kulturer..

## Historia
Gersodh Kernow hölls för första gången 1928 i Boscawen-un av Henry Jenner, en av de första förespråkarna för ett återupplivande av korniska. Jenner och tolv andra barder invigdes i organisationen av Wales ärkedruid. Jenner tog sig bardnamnet Gwas Myghal, Mikaels tjänare, och blev den första storbarden (korniska: Barth Mur).
Sedan dess har en gorsedd hållits varje år den första lördagen i september, förutom under andra världskriget. Över tusen personer har under denna period blivit barder.. 

## Medlemskap
Till skillnad från Wales gorsedd, har Gorsedh Kernow endast en rang, bard. Bard blir man genom inbjudan av en annan bard. Man behöver inte vara född i Cornwall, och man behöver inte heller tala korniska, även om många barder gör det.

## Ceremonin
Under ceremonin, som tar ungefär halvannan timme, högtidlighåller man minnet av avlidna barder och delar ut utmärkelser för hedersvärda gärningar för Cornwall och priser till vinnarna i de årliga tävlingarna för författare, poeter och konstnärer. En höjdpunkt under ceremonin är blomdansen som utförs av uppklädda barn från området. Ombud från Wales och Bretagne närvarar i sina respektive gorseddräkter och håller tal på sina respektive språk. Storbarden inviger nya barder som tar ett bardnamn på korniska som speglar deras intressen, yrken, härstamning eller familjeband. Ceremonin avslutas med att man svär trohet till Cornwall på Sword of Cornwall, som representerar Excalibur och sjunger Bro Goth Agan Tasow.